# (1850) Когоутек
(1850) Когоутек (чеш. Kohoutek) — астероид главного пояса, который принадлежит к светлому спектральному классу S. Он был открыт 23 марта 1942 года немецким астрономом Карлом Вильгельмом Райнмутом в обсерватории Хайдельберг-Кёнигштуль.
Изначально получил индекс 1942 EN, который считается некорректным по астрономическим меркам: астероид был открыт в марте и должен был получить наименование 1942 F. Назван в честь чешского астронома Лубоша Когоутека.
Тиссеранов параметр относительно Юпитера — 3,613.